# Alex Gregory
Alex Gregory (MBE) (født 11. marts 1984 i Cheltenham, England) er en engelsk tidligere roer, dobbelt olympisk guldvinder og femdobbelt verdensmester.

## Karriere
Gregory vandt en guldmedalje ved OL 2012 i London, hvor han sammen med Tom James, Pete Reed og Andrew Triggs Hodge udgjorde den britiske firer uden styrmand. Fire år senere, ved OL 2016 i Rio de Janeiro, vandt han sin anden guldmedalje i denne disciplin, denne gang sammen med Moe Sbihi, George Nash og Constantine Louloudis.
Gregory vandt desuden hele fem VM-guldmedaljer gennem karrieren, tre i firer uden styrmand (2009, 2011 og 2014) og to i otter (2013 og 2015). Det er desuden blevet til to EM-guldmedaljer, begge i firer uden styrmand, i henholdsvis 2014 og 2016.
I 2017 meddelte Gregory at han stoppede sin karriere.

## Resultater

### OL-medaljer
- 2012:  Guld i firer uden styrmand
- 2016:  Guld i firer uden styrmand

### VM-medaljer
- VM i roning 2009:  Guld i firer uden styrmand
- VM i roning 2011:  Guld i firer uden styrmand
- VM i roning 2013:  Guld i otter
- VM i roning 2014:  Guld i firer uden styrmand
- VM i roning 2015:  Guld i otter

### EM-medaljer
- EM i roning 2014:  Guld i firer uden styrmand
- EM i roning 2016:  Guld i firer uden styrmand
- EM i roning 2015:  Sølv i otter